# Vacuümtafel

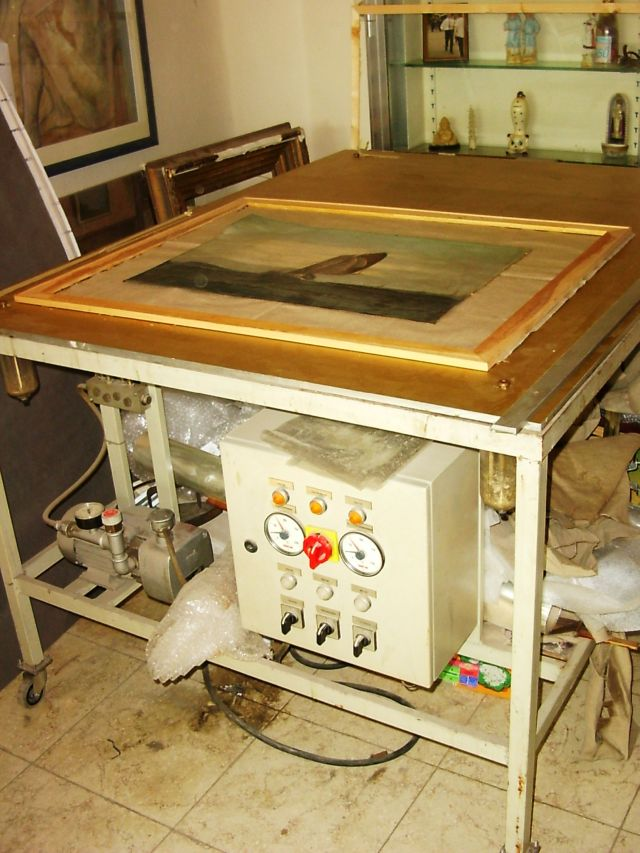
vacuümtafel

Een vacuümtafel is een apparaat om voorwerpen onder verminderde luchtdruk te brengen (zie ook vacuüm). Het voorwerp wordt op de tafel gelegd en luchtdicht afgedekt met bijvoorbeeld een folie. Een pomp zuigt lucht weg via ventielen op de tafel waardoor onderdruk ontstaat.
Een vacuümtafel wordt onder meer gebruikt bij het doubleren van een schilderij als een fase in de restauratie ervan, of bij het vervaardigen van meubels.